# Rachmiel Brandwajn
Rachmiel Brandwajn (ur. 16 stycznia 1913 w Chełmie, zm. 29 czerwca 1990 w Jerozolimie) – polski i następnie izraelski romanista, znawca literatury francuskiej XVII wieku, autor książek i studiów, wstępów, komentarzy, haseł słownikowych i przekładów, wykładowca uniwersytecki.
Należał do pierwszego w pełni zasymilowanego pokolenia w swojej rodzinie (pochodzącej z miejscowości Brody pod Lwowem), uczęszczał do polskiej szkoły publicznej. Według powojennej relacji jego syna, Włodzimierza, kiedy Rachmiel ukończył 13 lat, ze względu na brak pieniędzy chcieli wycofać go ze szkoły. Z pomocą przyszedł dyrektor szkoły, ksiądz, który zaoferował pokrycie wydatków związanych z nauką, gdyż uważał go "zbyt utalentowanego by zostać szewcem".
W 1938 studiował chemię na stypendium we Francji, skąd został wyrzucony za działalność komunistyczną.
W 1939 roku podczas studiów w Warszawie poznał swoją przyszłą żonę Lubę Goldziuk (ur. 23 września 1910 w Łomży) pochodzącą z rodziny nauczycielskiej. Po niemieckiej inwazji na Polskę  oboje uciekli na tereny okupowane przez Sowietów po 17 września 1939. W 1940 roku został aresztowany, kiedy stanął w obronie księdza, który przed wojną pomógł mu kontynuować edukację licealną. Para zdecydowała się pobrać w 1941 r., kiedy Rachmiel wstąpił do Armii Czerwonej (miał zostać oficerem kontrwywiadu). W 1944 został przeniesiony do Armii Berlinga. Po zakończeniu wojny w 1945 roku udali się do Hohne w brytyjskiej strefie okupacyjnej, skąd trafili do obozu dla dipisów w Bergen-Belsen.
Zamierzali emigrować do Stanów Zjednoczonych, ale miano im odmówić wizy wjazdowej z powodu komunistycznej działalności Rachmiela. W 1949 roku Brandwajnowie przenieśli się do Wrocławia, a w 1950 r. do Warszawy.
Po uzyskaniu stopnia doktora na podstawie rozprawy La langue et l’esthétique de Proudhon (1947, Uniwersytet w Getyndze), został docentem na Uniwersytecie Wrocławskim. Po dwóch latach przeniósł się na Uniwersytet Warszawski, gdzie w Katedrze Języków i Literatur Romańskich (późniejszy Instytut Romanistyki) był najpierw profesorem pomocniczym (1950), następnie profesorem (1955). Jednym z jego doktorantów był Wojciech Karpiński. W latach 50. rodzina borykała się z problemami finansowymi, a Rachmiel leczył się z gruźlicy (usunięto mu jedno płuco).
Wskutek antysemickiej nagonki zainicjowanej przez komunistyczne władze w marcu 1968 roku, cała rodzina Brandwajnów wyemigrowała do Izraela. Rachmiel został profesorem na Uniwersytetach w Tel-Awiwie, Ber Szewie i Jerozolimie.

## Rodzina
Podczas pobytu w obozie dipisów urodzili  się ich synowie Włodzimierz (ur.  14 sierpnia 1946) oraz Aleksander (ur. 13 kwietnia 1948). Według relacji rodzinnej, Włodzimierz był pierwszym dzieckiem urodzonym w obozie. Z wyjątkiem Rachmiela, i jednego z jego wujów, żaden członek jego i rodziny jego żony nie przeżył niemieckiej okupacji.  Syn Włodzimierz (Vladimir) w 1973 roku wyjechał z Izraela do Kanady, a w 1982 r. przeprowadził się do San Francisco w USA. Aleksander (Alexandre) w 1968 wyjechał z Polski ze swoją narzeczoną, został profesorem inżynierii komputerowej na Uniwersytecie Kalifornijskim w Santa Cruz. Luba Brandwajn zmarła osiem lat po mężu w 1998 roku.

## Publikacje

### Książki
- La langue et l’esthétique de Proudhon, Wrocławskie Towarzystwo Naukowe, Wrocław 1952
- Saint-Simon i saint-simoniści: romantyczne nieporozumienie, Wrocławskie Towarzystwo Naukowe, Wrocław 1953
- Cyrano de Bergerac wśród libertynów i pedantów, Państwowe Wydawnictwo Naukowe, Warszawa 1960
- Twarz i maska. Rzecz o „Świętoszku” Moliera, Wiedza Powszechna, Warszawa 1965
- Świętoszek (Tartuffe) Moliera, Państwowe Zakłady Wydawnictw Szkolnych, Warszawa 1968
- Corneille i jego „Cyd”. Szkice literackie i materiały, Czytelnik, Warszawa 1968
- Un Fragment du Roman comique de Scarron: proposition de lecture, Hebrew University Studies in Literature and the Arts (HUSL), 1981, 9 (1), s. 28–42

### Opracowania i wstępy
- Scarron, Opowieści ucieszne, przeł. Julian Rogoziński, wstępem i przypisami opatrzył Rachmiel Brandwajn, Państwowy Instytut Wydawniczy, Warszawa 1954
- Ilia Erenburg, Upadek Paryża: powieść, przeł. z ros. Paweł Hertz, posłowiem opatrzył Rachmiel Brandwajn, Państwowy Instytut Wydawniczy, Warszawa 1954
- Jean de la Fontaine, Bajki – wybór, tłumacze różni, wstępem i przypisami opatrzył Rachmiel Brandwajn, Państwowy Instytut Wydawniczy, Warszawa 1955
- Cyrano de Bergerac, Tamten świat, przeł. Julian Rogoziński, przedmowa i przypisy Rachmiela Brandwajna, Państwowy Instytut Wydawniczy, Warszawa 1956
- Wolna myśl francuska XVII wieku, wyboru i opracowania dokonał Rachmiel Brandwajn, Wiedza Powszechna, Warszawa 1960 (seria „Myśli srebrne i złote”)
- Utopia walcząca, wyboru i opracowania dokonał Rachmiel Brandwajn, Wiedza Powszechna, Warszawa 1962 (seria „Myśli srebrne i złote”)

### Przekłady
- Tomasz Campanella, Miasto słońca, przełożyli, L.[uba] R.[achmiel] Brandwajnowie, Zakład Narodowy im. Ossolińskich, Wrocław 1955 (seria „Biblioteka Narodowa” 2 nr 93); wyd. 2: De Agostini: Altaya, Warszawa 2004 (seria „Arcydzieła Wielkich Myślicieli”)
- Silvia Magi Bonfanti, Nadzieja, przeł. Rachmiel Brandwajn i Zdana Matuszewicz, Czytelnik, Warszawa 1956
- Gédéon Tallemant des Réaux, Historyjki, przełożył i opracował Rachmiel Brandwajn, obwolutę i ilustracje projektował Janusz Stanny, Zakład Narodowy im. Ossolińskich – Wydawnictwo, Wrocław 1961; wyd. 2 – 1991
- Saint-Evremond, O sztuce życia i życiu sztuki, eseje, listy maksymy, wybrał, przełożył z francuskiego oraz wstępem i komentarzami opatrzył Rachmiel Brandwajn, Czytelnik, Warszawa 1962 (seria „Symposion”)